# Sainte-Soulle
Sainte-Soulle – miejscowość i gmina we Francji, w regionie Nowa Akwitania, w departamencie Charente-Maritime.
Według danych na rok 1990 gminę zamieszkiwały 2603 osoby, a gęstość zaludnienia wynosiła 119 osób/km² (wśród 1467 gmin regionu Poitou-Charentes Sainte-Soulle plasuje się na 97. miejscu pod względem liczby ludności, natomiast pod względem powierzchni na miejscu 339.).